# Roșietici
Roșietici – miejscowość i gmina w Mołdawii, w rejonie Florești. W 2014 roku liczyła 2186 mieszkańców.